# Place d'Espagne (Madrid)
Pour les articles homonymes, voir Place d'Espagne.
La place d'Espagne (en espagnol : Plaza de España) est une place située dans le centre de Madrid, en Espagne, entre la Gran Vía et la rue de la Princesse.

## Situation
Elle est située dans le district de Moncloa-Aravaca et dans le quartier d'Argüelles, à l'extrémité ouest de la Gran Vía et au nord du Palais royal.

## Monuments
Elle est surtout connue pour sa statue au centre dédiée à l'écrivain castillan Miguel de Cervantes et pour les gratte-ciel qui la bordent que sont l'immeuble Espagne et la tour de Madrid. Construits dans les années 1950 dans un style à la fois néo-classique et néo-baroque international, ces deux immeubles révèlent un certain goût pour le gigantisme nord-américain sous la dictature franquiste.

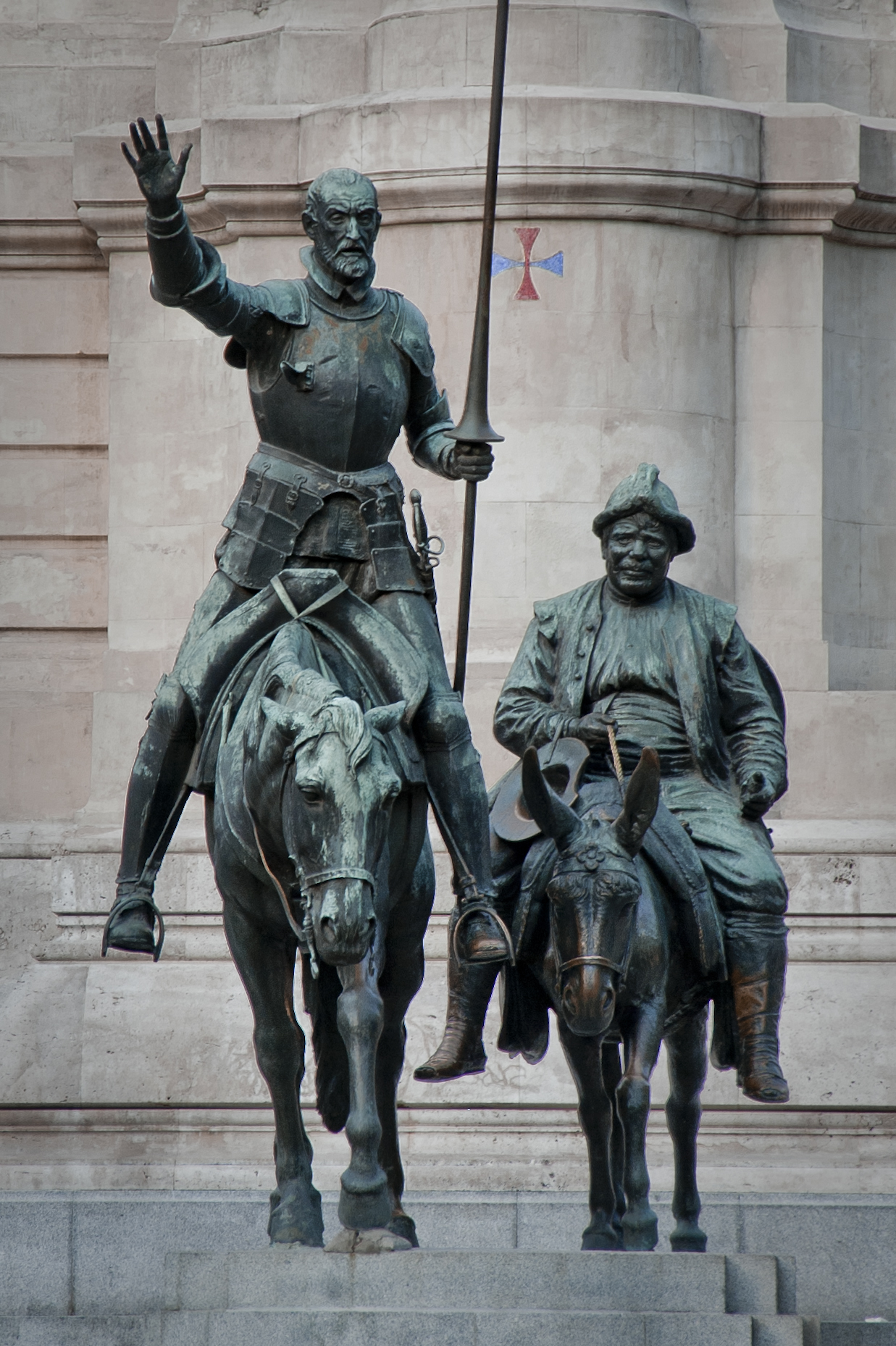
Les statues de Don Quichotte et Sancho Panza devant le monument à Cervantes.
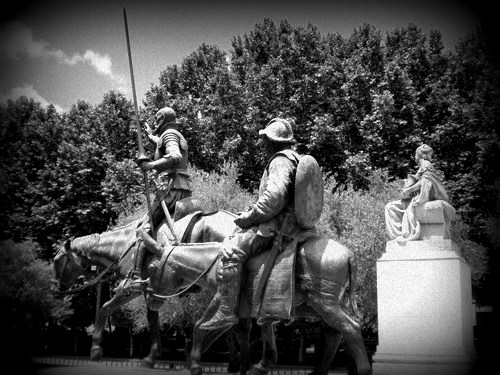
Les statues de Don Quichotte et Sancho Panza devant le monument à Cervantes.
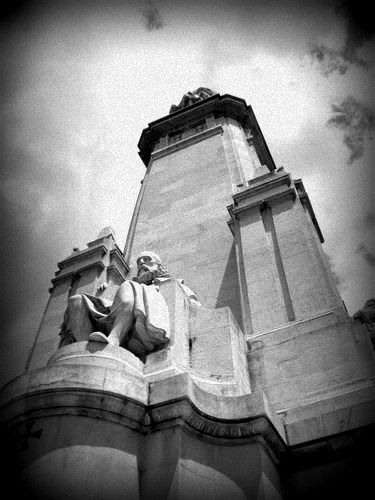
Le monument à Cervantes